# Esteban Arana
Esteban Arana (San Miguel de Tucumán, 15 de enero de 1966-Mar del Plata, 15 de enero de 1996) fue un joven actor y humorista argentino.

## Carrera
Egresado de la Licenciatura en Teatro de la Universidad Nacional de Tucumán. Su actividad principal la desarrolló básicamente como mimo y clown, desplegando una importante actividad artística en su provincia, con producciones para adultos y niños. Luego de esta intensa carrera, Esteban Arana se incorpora como integrante del popular grupo humorístico Los Prepu originado en 1989, integrado además por Sebastian Rosso (Pacha Rosso), Daniel Campomenosi y Pepo Sanzano. La oportunidad de radicarse en Capital Federal vino de la mano de su padrino artístico Víctor Laplace. Juntos brillaron tanto en el escenario como en la pantalla chica junto al gran capocómico Tato Bores.
En 1990 presentó una obra con un sinnúmero de dinámicos gags y parodias apadrinadas por el actor Víctor Laplace, que apelaba a la sátira como hacedora de opinión, decapitando cuanto prejuicio se le cruza por el camino.

## Tragedia y fallecimiento
Esteban Arana falleció trágicamente el 15 de enero de 1996 ―el día en que cumplía 30 años― en una playa de Camet (5 km al norte de Mar del Plata), tras ahogarse al borde del mar, con solo 40 cm de agua luego de una noche eufórica.
Al parecer, Arana llegó caminando a esa zona luego de festejar su cumpleaños. En ese momento se habría resbalado de manera accidental, y tras golpearse fuertemente en el mentón con una roca, cayó inconsciente al agua. Las sospechas de su muerte se acrecentaron por la falta de una autopsia y sabiendo que era una persona que sabía nadar. La periodista Silvia Fernández Barrio en su momento denunció una conspiración.

## Televisión
- 1991: Estudio 13
- 1992: Tato de América, conducido por Tato Bores, con quien sufrió la censura del programa por la jueza María Romilda Servini de Cubría.
- 1993: Good show[4]
- 1994: Si te reis perdés, emitido por Canal 13, conducido por Claudio Morgado.[5]
- 1995: Reina en colores, emitido por ATC.

## Cine
En 1994 filmaron un cortometraje, dirigido por Javier Garrido, que consistía en ocho sucesivos cuentos de humor.

## Teatro
Junto a su grupo intervinieron en más de siete espectáculos estrenados en conocidos teatros como el Lorange y el Teatro Arte Belgrano. Algunos de ellos fueron:
- Los locos, Nuestra Matinal TV
- Erase una vez en Jodywood
- Cría cuerdos y te comerán los locos
- La témpera-mental
- Lo mejor de los Prepu
- Los Prepu en Montevideo, en una gira de dos meses por Uruguay.
- Carlos Perciavalle y los Prepu, junto a Carlos Perciavalle y bajo la dirección de Mario Morgan.

En 1991 hicieron varias funciones en el auditorio Bauen (Callao 360) y en el Teatro Auditorio Municipal de Tandil con ¡Los Prepu de prepo!, con dirección de Peter Macfarlane. Su último trabajo en teatro fue en 1995 junto a Reina Reech, en el espectáculo Yo soy colores, en el teatro Astros, donde hacia el musical Chau me voy de viaje.